# Trdnjava Ranikot
Trdnjava Ranikot (sindi رني ڪوٽ قلعو‎; znana tudi kot Rannikot) ali Veliki zid Sinda (sindi سنڌ جي عظيم ديوار‎), je (rekonstruirana) trdnjava iz obdobja Talpurja iz 19. stoletja blizu mesta Sann v okrožju Džamšoru, Sind, Pakistan. Obzidje trdnjave so primerjali z Velikim kitajskim zidom.
Mesto je leta 1993 nominirala Pakistanska nacionalna komisija za Unescov status svetovne dediščine in je od takrat na poskusnem seznamu Unescove svetovne dediščine. Trdnjava je navedena kot zgodovinsko območje v skladu z Zakonom o starinah iz leta 1975 in njegovimi poznejšimi spremembami ter ima zaščiten status.

## Lokacija
Trdnjava Ranikot je 90 kilometrov severno od Hiderabada ob Inski avtocesti (N55). Obstaja tudi enostaven dostop približno enourne vožnje od Karačija do Sana po avtocesti. Obvozna cesta, ki se začne malo stran od Sana, najbližjega mesta, vodi do trdnjave po razgibani 21 kilometrov dolgi cesti in doseže vzhodna vrata trdnjave, znana kot Sann Gate. Sann je postaja na progi Kotri-Larkana pakistanske železnice. Trdnjava je znotraj narodnega parka Kirthar, drugega največjega narodnega parka v Pakistanu.

## Zgodovina
Prvotni namen in arhitekti trdnjave Ranikot niso znani. Prej se je verjelo, da je bila zgrajena med režimi Sasanov, Skitov, Partov ali Baktrijskih Grkov, vendar novejši dokazi kažejo, da je trdnjava nastala pod Talpurji in zgrajena v času dinastije Talpur.
Arheologi opozarjajo na 17. stoletje kot na čas njene prve gradnje, vendar se arheologi iz Sinda zdaj strinjajo, da je nekatere od sedanjih struktur rekonstruirala dinastija Talpur leta 1812 po ceni 1,2 milijona rupij (Sindh Gazetteer, 677). Obzidje Ranikota je tvorilo zadnjo prestolnico emirjev iz Sinda, ko so prišli pod kolonialno oblast Britanskega imperija. Radiokarbonski testi so bili opravljeni pri vratih Sann na oglju, vdelanem v malto zrušenega stebra vzhodnih vrat trdnjave. Ti testi so potrdili, da so bila ta vrata verjetno prenovljena med zgodnjim 18. stoletjem in zgodnjim 19. stoletjem, preden je Britanija vdrla v trdnjavo, ko so Kalhoras ali najverjetneje Talpur Mirs iz Sinda vladali območju.

## Lastnosti
Trdnjava je ogromna, povezuje več mračnih gora gorovja Kirthar vzdolž obrisov in meri 31 kilometrov v dolžino. Trdnjavsko obzidje je prepredeno z več bastijoni, trije pa so polkrožne oblike. Severni del oboda gradišča je naravna visoka hribovita tvorba, na ostalih treh straneh pa ga prekrivajo trdnjavski zidovi. Znotraj te glavne trdnjave je manjša trdnjava, znana kot trdnjava Miri, ki je približno 3 km od vrat Sann in naj bi služila kot palača kraljeve družine Mir. Celotna zgradba trdnjave je bila zgrajena s kamnom in apneno malto. Trdnjava je zgrajena v cik-cak obliki s štirimi vhodnimi vrati v obliki romboida. Štiri vrata so namreč: Sann Gate, Amri Gate, Šah-Pere Gate in Mohan Gate. Dvoja vrata, obrnjena nasproti, diagonalno prečka reka Sann; prva vrata so na zahodni strani in jih obdaja rečna voda ter je težko dostopna. Južna vhodna vrata imajo dvokrilna vrata. Znotraj vrat sta dve niši, ki imata cvetlični ornament in izrezljane kamne.
Vrata Sann so dobro ohranjena in se lahko povzpne do vrha trdnjave z obeh strani, kar nudi slikovit pogled na teren okoli trdnjave. Ta vrata so tudi vhod v Meeri.

## Obnova
Trdnjavo je prvi obnovil Nawab Vali Mohamed Leghari, ki je bil predsednik vlade Sinda pod dinastijo Talpur. Izvedena so bila obnovitvena dela na trdnjavi, zlasti na kompleksu Sann Gate, zidu, ki sega proti jugu, vključno z mošejo in majhno trdnjavo ali palačo Meeri znotraj glavne trdnjave. Te so izvedli pakistanski oddelek za arheologijo, oddelek za kulturo Sinda in uprava okrožja Dadu. Po obtožbah o slabi gradnji in favoriziranju pri oddaji naročil je bila leta 2005 uvedena preiskava. Poročilo preiskovalne komisije je pokazalo, da so bila restavratorska dela slabo opravljena s cementom in novim kamnom, ne da bi bila v skladu z »Beneško listino o ohranjanju in restavriranju spomenikov in mest« in priporočil ustavitev nadaljnjih del na utrdbi. Na podlagi tega poročila so bila leta 2006 prekinjena nadaljnja obnovitvena dela.